# Johannes Dukas Komnenos
 Johannes Dukas Komnenos  (* 1128; † kurz nach 17. September 1176) war ein Neffe des byzantinischen Kaisers Manuel I. aus dem Haus der Komnenen. Komnenos war Stratege (Militärkommandant) von Serdica (Sofia) und von 1155 bis 1176 kaiserlicher Statthalter von Zypern. Er fiel in der Schlacht von Myriokephalon.

## Herkunft
Johannes Dukas Komnenos stammte aus dem byzantinischen Herrscherhaus der Komnenen. Er war der älteste Sohn des Sebastokrators („Ehrwürdiger Regent“) Andronikos Komnenos († 1142) und der Eirene Aineiadissa, († 1150/51) und ein Enkel des Johannes II., Kaiser von Byzanz (1118–1142) und dessen Gemahlin, Piroska Prinzessin von Ungarn (als Kaiserin „Irene“). Der zusätzliche Name Dukas beruht auf der byzantinischen Tradition, den eigenen Familiennamen mit dem berühmterer Familien zu verbinden, die unter den Vorfahren auftreten, um das eigene Prestige zu erhöhen. Bereits sein Großvater, Kaiser Johannes II., wurde Johannes Komnenos Dukas genannt, um an dessen Mutter, Irene Dukaina († 1123) zu erinnern, die aus dem älteren Kaiserhaus der Dukas stammte.

## Leben
Dass diese Tradition für Johannes Dukas Komnenos wieder aufgenommen wurde, zeigt, dass sich seine Eltern gute Chancen ausrechneten, dass ihr Sohn eines Tages die Kaiserkrone tragen würde: Sein Vater Andronikos Komnenos war zwar nur der zweitälteste Sohn des Kaisers Johannes II., jedoch hatte sein älterer Bruder Alexios, der 1122 zum Mitkaiser gekrönt worden war, keine männlichen Erben, sondern nur eine Tochter.
Alexios, der älteste Onkel von Johannes, starb jedoch vorzeitig im Sommer 1142. Sein eigener Vater, Andronikos Komnenos, rückte dadurch zum Kronprinzen auf, starb jedoch bereits wenige Monate später, im Herbst 1142, gleichfalls noch vor seinem Vater, Kaiser Johannes II.
Johannes war damit 14-jährig Kronprinz, wurde jedoch von seinem Großvater Kaiser Johannes II. bei der Wahl seines Nachfolgers übergangen, da dieser noch zwei erwachsene Söhne hatte: Isaak und Manuel. Da der Kaiser der Überzeugung war, Isaak wäre „von schwankender Gemütsart“, beschloss er, Manuel, den jüngsten seiner Söhne, zum Nachfolger zu bestimmen. Um sicherzugehen, setzte er ihm persönlich die Krone aufs Haupt und verpflichtete seine Feldherren, ihn als neuen Kaiser anzuerkennen.
Johannes wuchs zusammen mit seinem jüngeren Bruder Alexios am kaiserlichen Hof in Konstantinopel auf, erhielt mehrere Titel, die den Angehörigen der Kaiserfamilie vorbehalten waren, wie „Protosebastos“, „Protobestiarios“ (1148), und wurde zum Strategos (Militärkommandant) von Serdica (Sofia) ernannt.
Im Jahr 1155 erhielt er seine wichtigste Funktion als „Dux“ („Herzog“) und kaiserlicher Statthalter der Insel Zypern.
Da Zypern während des vergangenen Jahrhunderts von Kriegen verschont geblieben war, lebte nicht nur der Statthalter, sondern auch die Bevölkerung in Zufriedenheit und Wohlstand.
Der Kreuzfahrer Rainald von Chatillon, ursprünglich ein unbemittelter Ritter und jüngerer Sohn aus guter Familie, war 1153 durch seine Ehe mit Konstanze Fürstin von Antiochia (1130–1163), der Erbtochter des Bohemund II. Fürst von Antiochia (1126–1130) aus dem normannischen Haus Hauteville und dessen Gemahlin, Alice von Rethel, Prinzessin von Jerusalem, Fürst von Antiochia geworden. Um seine Anerkennung durch Kaiser Manuel I. von Byzanz als Fürst zu erhalten, hatte er einen Kriegszug gegen das Fürstentum Kleinarmenien unternommen und versprochen, Fürst Thoros II. (1140–1169) aus dem Haus der Rubeniden an Manuel auszuliefern. Nach einem Gefecht bei Alexandrette (heute İskenderun in der Südtürkei), aus dem er die Armenier vertrieb, verlangte er von Manuel Geldzahlungen, die dieser verweigerte, da die Aufgabe noch nicht erfüllt war. Rainald wechselte daraufhin die Seiten, verbündete sich mit dem Templerorden und König Thoros II. und beschloss, gemeinsam mit diesem Zypern zu überfallen und zu plündern.
Zypern hatte in der Vergangenheit immer wieder eine wichtige Rolle bei der Unterstützung und Versorgung der Kreuzfahrer gespielt, es bestanden daher gute Beziehungen zu den Kreuzfahrerstaaten. Sobald König Balduin von Jerusalem daher von dem geplanten Angriff erfuhr, sandte er Eilboten zur Insel, um sie zu warnen. Aber es war nicht möglich, noch rechtzeitig Verstärkungen hinzuschicken.
Im Frühjahr 1156 landeten die vereinigten Truppen von Fürst Raimund und Thoros II. von Armenien auf Zypern. Johannes sandte seinen Militärkommandanten, Michael Branas, zur Küste. Dessen Truppen wurden nach Anfangserfolgen besiegt und er selbst gefangen genommen. Johannes eilte ihm mit dem Rest seiner Truppen zu Hilfe, wurde aber gleichfalls besiegt und gefangen genommen. Die siegreichen Franken und Armenier schwärmten dann auf der ganzen Insel aus, um zu rauben, zu plündern, zu brennen und zu vergewaltigen.
Als nach drei Wochen Gerüchte über das Herannahen einer kaiserlichen Flotte auftauchten, wurden die Schiffe mit der von allen Seiten herbeigeschafften Beute beladen. Was mangels Platz nicht mitgenommen werden konnte – etwa die großen von der Insel zusammengetriebenen Schafherden –, wurde zu hohen Preisen den beraubten Besitzern verkauft. Jeder Zypriot wurde gezwungen, sich selbst mit Lösegeld freizukaufen. Da hierfür auf der ganzen Insel nicht genug Geld vorhanden war, wurde der Statthalter Johannes’, der Militärkommandant Michael Branas, gemeinsam mit den wichtigsten Geistlichen, Grundbesitzern und Kaufleuten – samt deren Familien – auf die Schiffe gebracht, nach Antiochia verfrachtet und dort eingesperrt, bis das erforderliche Lösegeld bezahlt war. Einige wurden sogar verstümmelt und zum Spott nach Konstantinopel gesandt. Der lateinische Geschichtsschreiber Wilhelm von Tyrus bedauerte diese Kriegshandlung von Christen gegen Christen und beschrieb die Grausamkeiten Rainalds im Detail.
Die Verwüstungen, die Rainald und dessen armenische Verbündete angerichtet hatten, wurden durch ein Erdbeben im Jahre 1157 verstärkt.
Kurz darauf unternahmen die Ägypter, deren Flotte sich seit Jahrzehnten nicht mehr in zypriotische Gewässer gewagt hatte, mehrere Überfälle auf die Insel. Unter den Gefangenen, die sie machten, befand sich der Bruder des Statthalters, Alexios Komnenos, der in Kairo ehrenvoll aufgenommen und nach Konstantinopel zurückgeschickt wurde.
Im Herbst 1158 zwang Kaiser Manuel I. Rainald zur förmlichen Unterwerfung, nachdem er mit einer Armee nach Antiochia marschiert war: Rainald musste sich vor der versammelten Bevölkerung bloßfüßig und im Büßerhemd dem Kaiser zu Füßen werfen.
Spätestens zu diesem Zeitpunkt dürfte auch Johannes Dukas Komnenos freigekommen und nach Zypern zurückgekehrt sein.
Im Jahr 1160 kam es zu einem neuen Überfall auf Zypern. Kaiser Manuel I., der König Balduin III. von Jerusalem um Nominierung von zwei Kandidatinnen für seine zweite Vermählung ersucht und sich für Maria von Antiochia entschieden hatte, verärgerte dadurch den Bruder der anderen Kandidatin Melisande Melisande von Tripolis, Graf Raimund III. von Tripolis derart, dass er beschloss, sich für diese Zurücksetzung zu rächen, indem er die für die Hochzeit seiner Schwester gebauten zwölf Galeeren in Kriegsschiffe umrüsten ließ und Zypern überfiel.
Nur indirekt war Johannes in den Kreuzzug involviert, den König Amalrich I. von Jerusalem im Jahr 1169 gegen Ägypten führte, wo seit kurzem Saladin herrschte. Kaiser Manuel I. hatte König Amalrich die Unterstützung der großen kaiserlichen Flotte zugesagt, die unter dem Befehl des Megas Dux, Andronikos Kontostephanos am 10. Juli 1169 vom Hellespont auslief und nach Zypern segelte, während ein kleineres Geschwader direkt nach Akkon fuhr. Amalrich wurde ersucht, Zypern zu verständigen, sobald er die Weiterfahrt der Flotte wünschte. Diese blieb einige Monate in Zypern und segelte erst im September nach Akkon, um den Angriff auf Damiette zu unterstützen.
Seine protokollarischen Titel konnte Johannes 1170 durch die von Kaiser Manuel I. verliehene Bezeichnung als „Sebastokratoronthes“ vermehren.
Johannes Dukas Komnenos war einer der Generäle, die am 17. September 1176 in der Schlacht von Myriokephalon zwischen den Truppen von Kaiser Manuel I. von Byzanz und denen von Kilidsch Arslan II., dem Sultan der Seldschuken von Rum kämpften. 1175 war es zum Streit gekommen, da Kilidsch Arslan II. sich weigerte, vor kurzem vom gemeinsamen Feind, den Danischmenden, eroberte Gebiete an Manuel abzutreten. Manuel war entschlossen, nunmehr die Seldschuken endgültig zu besiegen und ihre Hauptstadt Iconium (heute Konya in Zentralanatolien) zu erobern. Das Heer geriet jedoch im Bergpass zwischen Tzivritze und der Festung Myriokephalon nahe dem Beyşehir-See (Beyşehir Gölü) in Mittelanatolien in einen Hinterhalt der Seldschuken und erlitt schwerste Verluste.
Unter den Toten waren nicht nur Johann Dukas Komnenos, sondern auch mehrere seiner Verwandten, wie sein Schwager, Johannes Kantakuzenos (Gemahl seiner Schwester Maria Komnene), Andronikos Batatzes (Vetter von Kaiser Manuel) und Balduin von Antiochia (Sohn des Raimund von Poitiers und Schwager des Kaisers).

## Ehe und Nachkommen
Johannes Dukas Komnenos vermählte sich um 1146 mit Ne Taronitissa aus dem Haus Taronites, einem Zweig der armenischen Bagratiden, der sich von Ashot Bagratuni († 967/68), einem außerehelichen Sohn von Gregorios Bagratuni, dem Fürsten von Taron, ableitet.
Als Witwe ging sie als Schwester Maria ins Kloster und starb nach 1176. Die Europäischen Stammtafeln sehen sie als mögliche Tochter von Michael II. Taronites, nach Jean Claude Chuat war sie eine Tochter von Johannes (III.) Taronites.
Dies würde mit einem anonymen Gedicht übereinstimmen, das aus Anlass ihrer Hochzeit entstand.
Kinder:
- Maria Komnene, Herrin von Nablus, (* 1154, † vor Februar 1217)

oo 1.) Kathedrale von Tyros 29. August 1167 Amalrich I. d’Anjou, König von Jerusalem (1162/63 – 1174), († 11. Juli 1174)
oo 2.) 1177 Balian von Ibelin († 1193), Herr von Ibelin und Nablus, der 1187, nach der Schlacht bei Hattin, mit Saladin die Übergabe von Jerusalem verhandelte.
- Alexios Komnenos, vor 1180 Pinkernes (kaiserlicher Mundschenk), 1185 mit normannischer Hilfe zum Kaiser von Byzanz ausgerufen, wurde am 7. November 1185 gefangen und geblendet, † 1187

- Theodora Komnene

oo 1.) 1175 Bohemund III. Fürst von Antiochia (1163–1201), aus dem Haus der Grafen von Poitiers, Herzoge von Aquitanien († Oktober 1201), 1180 geschieden,
oo 2.) Gautier von Bethune Herr von Bessan (Bethanien), 1210

## Weblink
- Foundation for Medieval Genealogy: Komnenos